# ウラジーミル・ポカタエフ
ウラジーミル・ポカタエフ（Vladimir Pokataev）は旧ソビエト連邦の柔道選手。階級は軽重量級。

## 人物
1966年のヨーロッパ選手権中量級で2位になると、翌年は
軽重量級で優勝を飾った。1969年のヨーロッパ選手権では2位となると、世界選手権では銅メダルを獲得した。1970年にはヨーロッパ選手権で2度目の優勝を飾った。1971年のヨーロッパ選手権では2位だった。1972年のミュンヘンオリンピックには国内の同じ階級にショータ・チョチョシビリがいたために出場できなかった。

## 主な戦績
- 1966年 - ヨーロッパ選手権　中量級　2位
- 1967年 - ヨーロッパ選手権　優勝
- 1969年 - ヨーロッパ選手権　2位
- 1969年 - 世界選手権　3位
- 1970年 - ヨーロッパ選手権　優勝
- 1971年 - ヨーロッパ選手権　2位
- 1972年 - ポーランド国際　2位